# Verziau de Gargantua

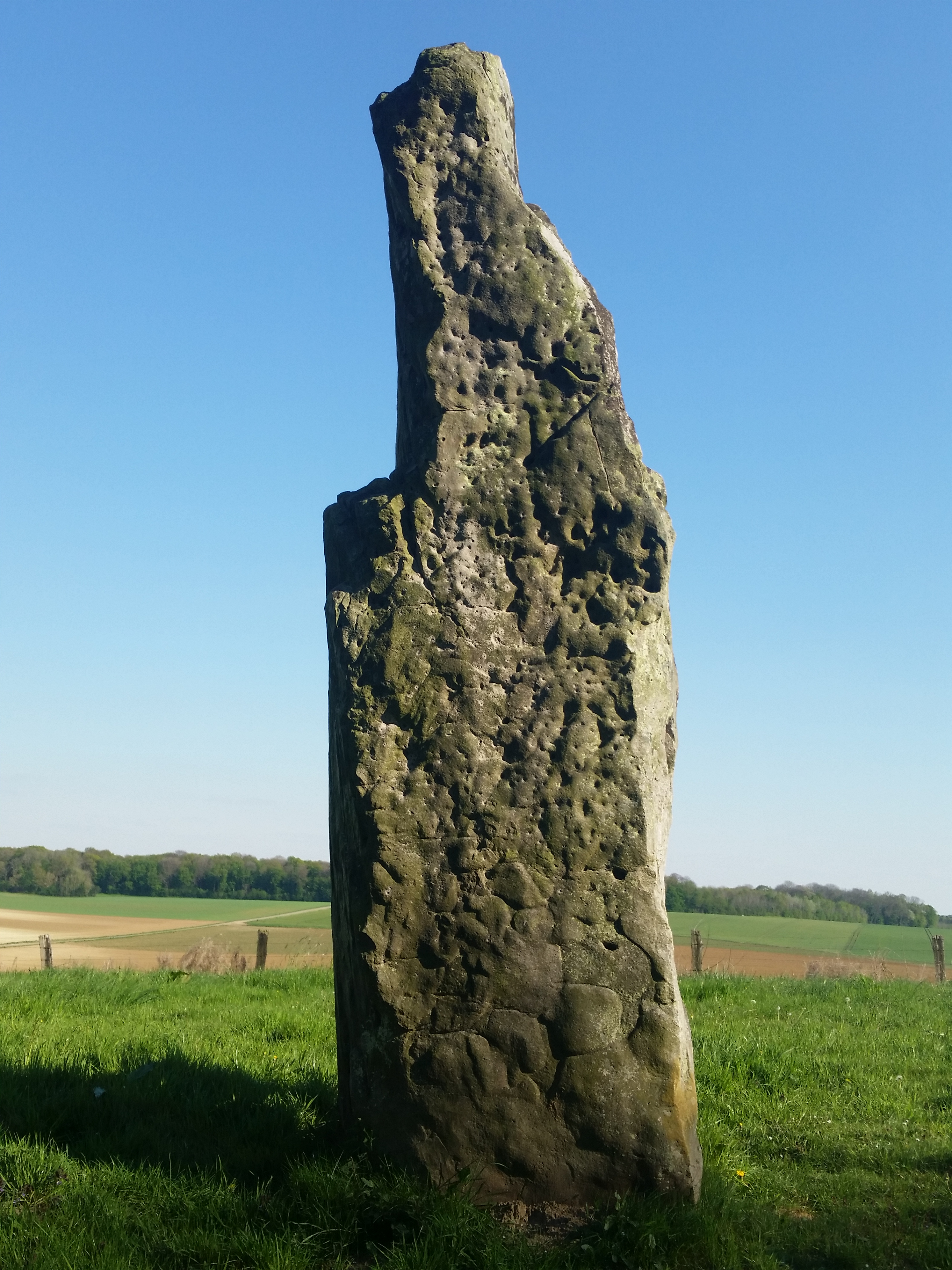
Le Verziau de Gargantua em Bois-lès-Pargny

O Verziau de Gargantua (ou vierzeux de Gargantua), também conhecido como Haute-Borne, é um menir em Bois-lès-Pargny na França.

## Descrição
Este é um monólito de arenito duro com 4 metros de altura.  Esta pedra é lascada na parte superior, mantém a largura da base em cerca de metade da altura e afunila na extremidade superior, com pouco mais de um metro de largura. 

## Localização
O menir fica ao norte da cidade de Bois-lès-Pargny, a poucos metros de um pequeno bosque, perto de Sons-et-Ronchères. 

## História
No início do século XIX, o menir tinha uma irmã gêmea, que foi destruída para extrair uma grande quantidade de arenito. Alega-se que a profundidade do menir abaixo do solo é igual à sua altura acima do solo, resultando em uma altura total de 9 metros. É provável que esse menir tenha madeira suficiente perto de Berjaumont, onde os blocos de arenito são bastante numerosos e rolados por um grande número de homens, aconteceu nesta colina. Diz a lenda que um homem de tamanho imenso a estava usando para afiar sua foice e deixou a pedra no local em um gesto de raiva. 
O monumento foi listado como monumento histórico em 1889. 